# منتخب البوسنة والهرسك للكرة الطائرة بوضعية الجلوس
منتخب البوسنة والهرسك للكرة الطائرة بوضعية الجلوس للرجال (بالبوسنوية: Reprezentacija Bosne i Hercegovine u sjedećoj odbojci؛ بالكرواتية: Reprezenacija Bosne i Hercegovine u sjedećoj odbojci؛ بالصربية: Репрезентација Босне и Херцеговине у сједећој одбојци) يمثل البوسنة والهرسك في مسابقات الكرة الطائرة الدولية والمباريات الودية. تعد البوسنة واحدة من القوى المهيمنة في لعبة الكرة الطائرة بوضعية الجلوس على مستوى العالم، إلى جانب إيران. فاز الفريق بالميدالية البرونزية خلال بطولة أوروبا للكريكيت في عام 1997 في تالين. استغرق الأمر ما يقرب من عقدين من الزمن حتى تتمكن الأمة من الفوز بميدالية خارج رياضة الكرة الطائرة بوضعية الجلوس عندما فازت أمل توكا بالميدالية البرونزية خلال بطولة العالم لألعاب القوى عام 2015.
الفريق هو الأكثر حصولاً على الأوسمة في رياضة البوسنة والهرسك بعد فوزه بميداليتين ذهبيتين في الكرة الطائرة البارالمبية، و4 ميداليات فضية بارالمبية، و3 ألقاب لكأس العالم، و9 ألقاب في بطولة أوروبا على التوالي. فاز الفريق بألقاب عالمية وأوروبية إلى جانب الفوز بالميدالية الذهبية في دورة الألعاب البارالمبية في أثينا 2004. الفريق عضو في الهيئات الحاكمة للكرة الطائرة العالمية (WOVD) والأوروبية (ECVD).
يحكمها اتحاد الكرة الطائرة الجلوس في البوسنة والهرسك (Savez sjedeće odbojke BiH). حتى عام 1992، كان اللاعبون البوسنيون مثل شيفكو نوهانوفيتش جزءًا من فريق الكرة الطائرة الوطني اليوغوسلافي.

## التاريخ

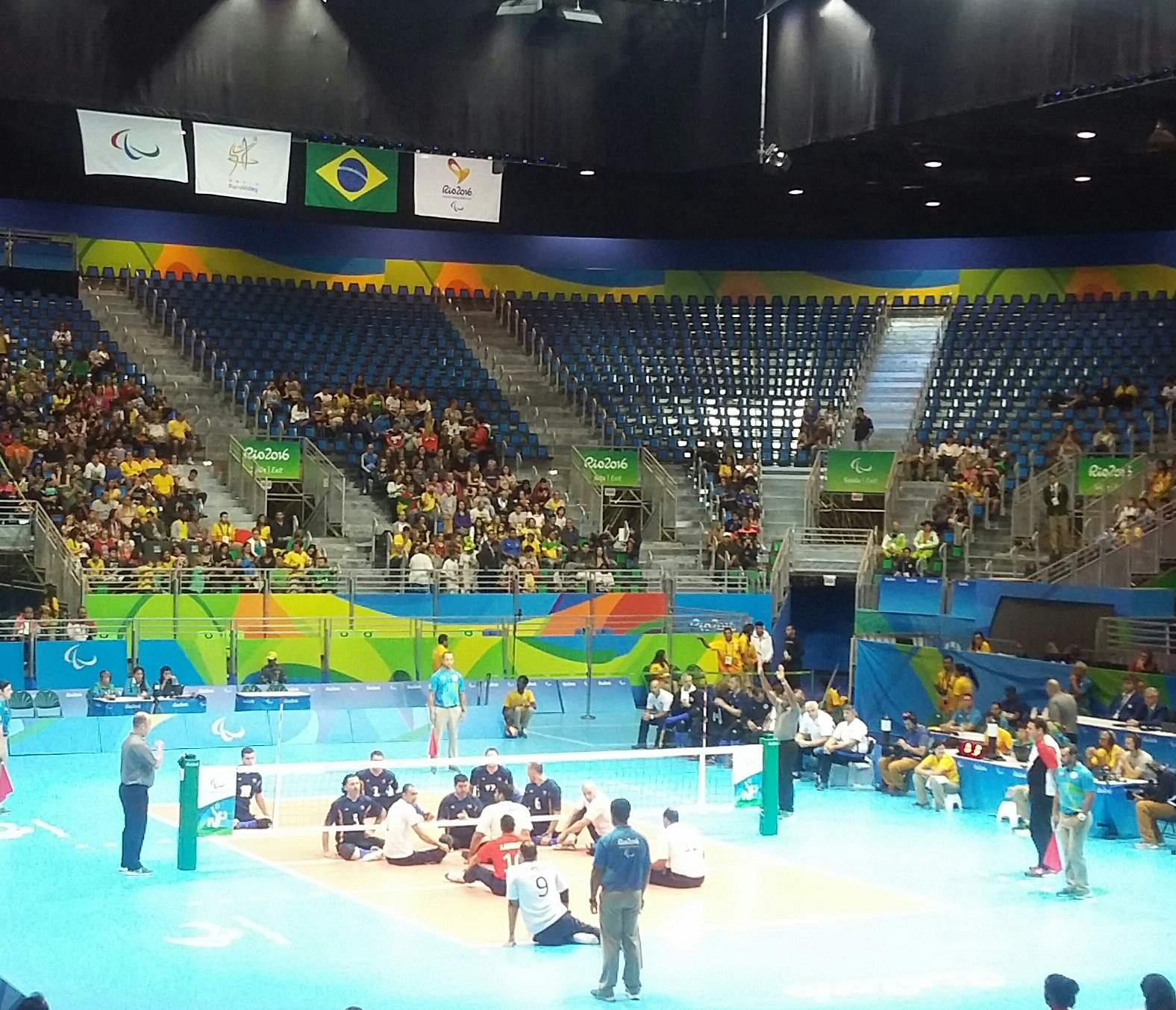
منتخب البوسنة والهرسك للكرة الطائرة جلوسًا في دورة الألعاب البارالمبية الصيفية 2016

قبل عام 1992، خلال أيام يوغوسلافيا، بدأت بدايات الفريق تأخذ شكلها. كان اللاعبون جزءًا من نادي الكرة الطائرة بوضعية الجلوس أوبورني في سراييفو والذي فاز ببطولة يوغوسلافيا ثلاث مرات متتالية. يضم فريق الكرة الطائرة للرجال في البوسنة والهرسك الرياضيين الذين تأثروا بشدة بالحرب البوسنية (6 أبريل 1992 – 14 ديسمبر 1995). ونتيجة للعدد الكبير من المصابين في الصراع، بدأت البلاد في الاستثمار بشكل أكبر في الرياضة البارالمبية. كان الكابتن صباح الدين ديلاليتش يقاتل في صفوف الجيش البوسني وفقد جزءًا من ساقه اليمنى بعد سقوط جدار عليه. خسر سافيت عليباشيتش إحدى ساقيه عندما داس على لغم أرضي.
كانت أول مشاركة كبرى في بطولة أوروبا عام 1995. خلال مرحلة التأهل في أوائل ديسمبر 1994، سافر الفريق (جميع لاعبي نادي سراييفو إس دي آي سبيد) إلى زغرب على متن حافلة مليئة بثقوب الرصاص في درجات حرارة تصل إلى 17 درجة تحت الصفر. كانت البوسنة والنمسا الدولتين الوحيدتين اللتين سافرتا للعب ضد كرواتيا في التصفيات (من أصل 11 دولة مدعوة). أنهت كرواتيا منافسات البطولة دون هزيمة بفوزها على النمسا بنتيجة 3:0 (15:5، 15:8، 16:14) وعلى البوسنة بنتيجة (15:6، 15:8، 15:11). فازت البوسنة على النمسا، لكن الدول الثلاث تأهلت إلى النهائيات.
شارك الفريق لأول مرة في دورة الألعاب البارالمبية في سيدني 2000 وحصل على الميدالية الفضية. حصلت البوسنة والهرسك على خمسة مراكز على منصة التتويج في منافسات الكرة الطائرة بوضعية الجلوس في دورة الألعاب البارالمبية. كانت هذه الميداليات هي الوحيدة في الألعاب الأولمبية والبارالمبية كدولة مستقلة (من يوغوسلافيا) حتى حصول إسماعيل بارلوف على الميدالية الفضية في سباق 50 متر صدراً في عام 2024. حصلت العداءة آمال توكا في سباق 800 متر على ميدالية مرموقة أخرى للبوسنة والهرسك، وهي الميدالية البرونزية في بطولة العالم لألعاب القوى 2015 في بكين.
في 21 يونيو 2014، هنأ إدين دجيكو فريق الكرة الطائرة الوطني للرجال في البوسنة والهرسك بعد فوزهم بلقب بطولة العالم للكرة الطائرة للجلوس 2014، قائلاً "أنتم فخرنا ومصدر إلهامنا".
في 10 سبتمبر 2012، هنأ اتحاد كرة السلة في البوسنة والهرسك فريق الكرة الطائرة بوضعية الجلوس في البوسنة والهرسك على فوزه بالميدالية الذهبية البارالمبية في دورة الألعاب البارالمبية الصيفية 2012 في لندن، قائلاً "أنتم فخر أمتنا"، كما فعل الاتحاد الوطني للبوسنة والهرسك (لجنة التطبيع) برئاسة إيفيكا أوسيم.
معادلة النجاح
الطول والخبرة والرابطة القوية للنادي هي مفتاح النجاح في لعبة الكرة الطائرة بوضعية الجلوس. 80% من لاعبي المنتخب الوطني البوسني يأتون من سراييفو ومن أفضل ناديين للكرة الطائرة في أوروبا؛ إس دي آي سبيد وأوكي فانتومي. الطول هو جانب حاسم في نجاح الفريق كما كانت الحال مع المنتخب الإيراني الذي فاز بالميدالية الذهبية على البوسنة في نهائي الألعاب البارالمبية ريو 2016 بسبب ميزة الطول التي يتمتع بها أطول لاعب بارالمبي مرتضى مهرزادسلكجاني عند 2.46 متر (8 قدم 1 بوصة)، مما يمنح فريقه ميزة في قدرته على حجب الشبكة وإطلاق النار على العائدات من مسار أعلى بكثير. وفي نهائي ريو، كان مهرزادسلكجاني هداف إيران برصيد 28 نقطة. وسجل سيفت عليباشيتش ‏ أفضل مسجل للبوسنة والهرسك برصيد 16 نقطة. أسرع إرسال جاء من عدنان مانكو في 68 كم/ساعة. الاستثمار في الرياضة، والدعم المالي، وسرعات العدو السريع هي عوامل رئيسية أخرى.
أسلوب اللعب
تلعب البوسنة أسلوب الهجوم في الكرة الطائرة.[بحاجة لمصدر]
اللقب
اللقب الشعبي لجميع لاعبي الرياضة البوسنيين و/أو الفرق هو Zmajevi أو التنانين باللغة الإنجليزية في إشارة إلى الجنرال البوسني الشهير حسين جراداسيفيتش الذي قاتل من أجل استقلال البوسنة وكان يُعرف باسم "تنين البوسنة". في وسائل الإعلام الأجنبية، يشار إليهم أحيانًا باسم الزنابق الذهبية، في إشارة إلى الزنبق الذهبي الموجود على شعار النبالة لسلالة كوترومانيتش البوسنية المؤثرة في العصور الوسطى.
الرعاية
تم رعاية الفريق من قبل شركة الاتصالات بي إتش تيليكوم دي دي ومقرها سراييفو منذ عام 1996.

## الإنجازات

### سجل المنافسة للكبار

#### الألعاب البارالمبية
| العام               | الترتيب       | لعب | فاز | خسر | المجموعة و | المجموعة أ |
| ------------------- | ------------- | --- | --- | --- | ---------- | ---------- |
| جزء من يوغوسلافيا   |               |     |     |     |            |            |
| 1980 أرنهيم         | البرونزية     | 5   | 3   | 2   | 10         | 9          |
| نيويورك 1984        | المركز الخامس | 5   | 3   | 2   | 11         | 7          |
| سيول 1988           | المركز الرابع | 6   | 3   | 3   | 13         | 12         |
| المجموع             |               | 16  | 9   | 7   | 34         | 28         |
| مثّل البوسنة والهرسك |               |     |     |     |            |            |
| برشلونة 1992        | لم يشارك      | –   | –   | –   | –          | –          |
| أتلانتا 1996        | لم يتأهل      | –   | –   | –   | –          | –          |
| سيدني 2000          | فضية          | 8   | 5   | 3   | 15         | 11         |
| أثينا 2004          | ذهبية         | 6   | 6   | 0   | 18         | 2          |
| بكين 2008           | فضية          | 5   | 4   | 1   | 12         | 4          |
| لندن 2012           | ذهبية         | 7   | 6   | 1   | 19         | 4          |
| ريو 2016            | فضية          | 5   | 3   | 2   | 10         | 6          |
| طوكيو 2020          | برونزية       | 5   | 3   | 2   | 9          | 7          |
| باريس 2024          | فضية          | 5   | 4   | 1   | 13         | 6          |
| المجموع             | لقبين         | 41  | 31  | 10  | 96         | 40         |

#### بطولة العالم للكرة الطائرة البارالمبية[الإنجليزية]
| العام               | الترتيب       | لعب | فاز | خسر | المجموعة و | المجموعة أ |
| ------------------- | ------------- | --- | --- | --- | ---------- | ---------- |
| جزء من يوغوسلافيا   |               |     |     |     |            |            |
| 1983 ديلدن          | المركز الخامس | –   | –   | –   | –          | –          |
| 1985 كريستيانساند   | الوصيف        | –   | –   | –   | –          | –          |
| 1986 بيتش           | المركز الرابع | –   | –   | –   | –          | –          |
| 1989 لاس فيغاس      | لم يشارك      | –   | –   | –   | –          | –          |
| 1990 أسن            | المركز الثالث | –   | –   | –   | –          | –          |
| المجموع             |               | –   | –   | –   | –          | –          |
| مثّل البوسنة والهرسك |               |     |     |     |            |            |
| 1994 بوتروب         | لم يشارك      | –   | –   | –   | –          | –          |
| 1998 طهران          | المركز الثالث | 8   | 7   | 1   | 23         | 4          |
| 2002 القاهرة        | الأبطال       | 7   | 6   | 1   | 19         | 3          |
| 2006 رورموند        | الأبطال       | 8   | 8   | 0   | 24         | 2          |
| 2010 إدموند         | الوصيف        | 7   | 6   | 1   | 20         | 4          |
| 2014 إلبلنغ         | الأبطال       | 6   | 6   | 0   | 18         | 2          |
| 2018 لاهاي          | الوصيف        | 6   | 5   | 1   | 15         | 5          |
| 2022 سراييفو        | الوصيف        | 7   | 6   | 1   | 18         | 4          |
| المجموع             | 3 ألقاب       | 49  | 44  | 5   | 137        | 24         |

#### بطولة أوروبا
| العام               | الترتيب       | لعب | فاز | خسر | المجموعة و | المجموعة أ |
| ------------------- | ------------- | --- | --- | --- | ---------- | ---------- |
| جزء من يوغوسلافيا   |               |     |     |     |            |            |
| 1981 بون            | المركز الخامس | –   | –   | –   | –          | –          |
| 1987 سراييفو        | الوصيف        | –   | –   | –   | –          | –          |
| 1991 نوتنغهام       | –             | –   | –   | –   | –          | –          |
| المجموع             |               | –   | –   | –   | –          | –          |
| مثّل البوسنة والهرسك |               |     |     |     |            |            |
| 1993 يارفنبا        | لم يشارك      | –   | –   | –   | –          | –          |
| 1995 ليوبليانا      | الحادي عشر    |     |     |     |            |            |
| 1997 تالين          | المركز الثالث |     |     |     |            |            |
| 1999 سراييفو        | الأبطال       | 5   | 5   | 0   | 15         | 0          |
| 2001 ساروسباتاك     | الأبطال       | 5   | 5   | 0   | 15         | 1          |
| 2003 لابينرنتا      | الأبطال       | 5   | 5   | 0   | 15         | 1          |
| 2005 ليفركوزن       | الأبطال       | 7   | 7   | 0   | 21         | 1          |
| 2007 نيرغهازا       | الأبطال       | 7   | 7   | 0   | 21         | 4          |
| 2009 إلبلنغ         | الأبطال       | 6   | 6   | 0   | 18         | 1          |
| 2011 روتردام        | الأبطال       | 7   | 7   | 0   | 21         | 2          |
| 2013 إلبلنغ         | الأبطال       | 5   | 5   | 0   | 15         | 0          |
| 2015 فارندورف       | الأبطال       | 6   | 6   | 0   | 18         | 0          |
| 2017 بوريتش         | المركز الثالث | 6*  | 5   | 1   | 17         | 3          |
| 2019 بودابست        | الوصيف        | 8   | 7   | 1   | 24         | 2          |
| 2021 كيمير          | الأبطال       | 7   | 7   | 0   | 21         | 1          |
| 2023 كاورلي         | الأبطال       | 8   | 8   | 0   | 24         | 2          |
| المجموع             | 11 لقب        | 82  | 80  | 2   | 245        | 18         |

- لعبت البوسنة مباراة إضافية واحدة في مرحلة المجموعات من بطولة 2017 بينما لعبت روسيا وأوكرانيا وكرواتيا (فرق نصف النهائي الأخرى) مباراة أقل.

#### البطولات الصغيرة
ملاحظة: تعتبر بطولات كأس الطائرة البارالمبية العالمية القاري بمثابة تصفيات مؤهلة للألعاب البارالمبية.
في بطولة سراييفو 2005، واجه نادي سدي سبيد إيران في النهائي.
| العام            | البطولة                                  | المركز            |
| ---------------- | ---------------------------------------- | ----------------- |
| سراييفو 2005     | كأس الطائرة البارالمبية العالمية العالمي | الأندية التي دخلت |
| الإسماعيلية 2008 | كأس الطائرة البارالمبية العالمية القاري  | المركز الثالث     |
| بورسعيد 2010     | كأس الطائرة البارالمبية العالمية العالمي | لم يشارك          |
| كيترينج 2011     | الكأس القاري                             | الأبطال           |
| القاهرة 2012     | كأس الطائرة البارالمبية العالمية القاري  | لم يشارك          |
| أنجي 2016        | كأس الطائرة البارالمبية العالمية القاري  | لم يشارك          |
| تبريز 2018       | بطولة العالم للرجال سوبر 6               | المركز الثالث     |

### سجل المنافسة للناشئين
| مثّل البوسنة والهرسك |               |
| كامنيك 2005         | الوصيف        |
| نيتيروي 2007        | المركز الرابع |
| مشهد 2009           | لم يدخل       |

| مثّل البوسنة والهرسك |        |
| نيرغهازا 2006       | الوصيف |
| ليفركوزن 2008       | الوصيف |
| إيفباتوريا 2010     | غ/م –  |

## المدربين

### طاقم التدريب
| المنصب           | الاسم            | نشط       |
| ---------------- | ---------------- | --------- |
| المدرب الرئيسي   | إيفت محمودوفيتش  | 2021–الآن |
| مساعد المدرب     | إيوب محمدوفيتش   | 1996–الآن |
| المدرب المشارك   | زكريت محمودوفيتش | 1996–الآن |
| مدير الفريق      | ميراليم زوبوفيتش | 1996–؟    |
| الفريق الاقتصادي | جيفاد شابيتا     | 1996–الآن |

## اللاعبين
اللاعبون المدعوون لدورة الألعاب البارالمبية الصيفية 2016:
المدرب: ميرزا هروستموفيتش
| #  | الاسم               | تاريخ الولادة  | المنصب | نادي 2016              |
| -- | ------------------- | -------------- | ------ | ---------------------- |
| 1  | عصمت جودينجاك       | 1973 مارس 17   | UN     | أوكي فانتومي           |
| 2  | عدنان منكو          | 1977 يناير 16  | UN     | كي إس أو سبيد          |
| 4  | عدنان كشمر          | 1986 أكتوبر 11 | L      | كي إس أو سبيد          |
| 5  | عاصم ميديتش         | 1969 أغسطس 3   | UN     | كي إس أو سبيد          |
| 6  | ميرزيت دوران        | 1986 أكتوبر 13 | UN     | أوكي فانتومي           |
| 7  | نظام شانكار         | 1975 سبتمبر 17 | UN     | كي إس أو سبيد          |
| 8  | دجيفاد حمزيتش       | 1968 سبتمبر 4  | UN     | كي إس أو سبيد          |
| 9  | بينيس كادريتش       | 1987 يناير 28  | UN     | أوكي فانتومي           |
| 10 | سلامة عليباشيتش     | 1982 ديسمبر 21 | UN     | أوكي فانتومي           |
| 11 | صباح الدين ديلاليتش | 1972 أغسطس 17  | UN     | كي إس أو سبيد          |
| 12 | إرمين يوسوفوفيتش    | 1981 مايو 31   | M      | سكايسو ”أبناء البوسنة“ |
| 13 | ارمين شيهيتش        | 1994 مايو 11   | M      | كي إس أو سبيد          |

اللاعبون المدعوون لبطولة أوروبا 2015:
صباح الدين ديلاليتش (القائد)، دجيفاد حمزيتش، عاصم ميديتش، صافت عليباسيتش، بنيز قادريتش، إرمين يوسفوفيتش، محمد كابيتانوفيتش، نظام تشانكار، عصمت غودينجاك، عدنان مانكو، ميرزيت دوران، عدنان كيشمير، إدين دجينو، أرمين شيشيتش، ياسمين بركيتش، أدين ليكيتش، دامير غربيتش.
اللاعبون الذين تم استدعاؤهم للمشاركة في دورة الألعاب البارالمبية الصيفية 2012:
فيما يلي قائمة لاعبي البوسنة في بطولة الكرة الطائرة للرجال في دورة الألعاب البارالمبية الصيفية 2012
اللاعبون الذين تم استدعاؤهم للمشاركة في دورة الألعاب البارالمبية الصيفية لعام 2008:
صفت عليباشيتش، صباح الدين ديلاليتش (القائد)، ميرزيت دوران، إسعد دورميسيفيتش، عصمت جودينجاك، دزيفاد حمزيتش، إرمين يوسوفوفيتش، هيدايت يوسوفوفيتش (ليبرو)، زكريت مهميتش، عدنان مانكو، عاصم ميديتش، أيوب محمدوفيتش.
اللاعبون الذين تم استدعاؤهم لدورة الألعاب البارالمبية الصيفية 2004:
دزيفاد حمزيتش، نزاد سالكيتش، صفت عليباشيتش، صباح الدين ديلاليتش، إرمين يوسفوفيتش، زكريت مهميتش، فكرت كوزفيتش، عاصم ميديتش، إساد دورميسيفيتش، أيجوب محمدوفيتش، عدنان مانكو، عصمت جودينجاك.
اللاعبون الذين تم استدعاؤهم لدورة الألعاب البارالمبية الصيفية 2000:
جيفاد حمزيتش، نجاد سالكيتش، عابد تشيسيجا، صباح الدين ديلاليتش، نيفزيت عليتش، زكريت مهميتش، فكرت تشاوسيفيتش، عاصم ميديتش، إدين إيبراكوفيتش، شيفكو نوهانوفيتش، عدنان مانكو، عصمت جودينجاك.
يتم اختيار لاعبي المنتخب الوطني للبوسنة والهرسك بشكل رئيسي من أكبر ناديين في البوسنة والهرسك: نادي كي إس أو سبيد سراييفو ونادي أوكي فانتومي سراييفو (نادي إنفاليدز فانتومز للكرة الطائرة). بدأت أندية الكرة الطائرة بوضعية الجلوس بجمع قدامى المحاربين المعاقين خلال حرب البوسنة والهرسك. كلا الناديين بطل دوري محلي لعدة مرات.

### كيه إس أو سبيد
تأسست شركة كيه إس أو سبيد في 5 أبريل 1994.
- بطولة البوسنة والهرسك للكرة الطائرة جلوسًا:
  - الفائزون (21): 1994، 1995، 1997، 1998، 1999، 2000، 2001، 2003، 2004، 2005، 2007، 2010، 2011، 2012، 2013، 2014، 2015، 2016، 2017، 2018، 2019، 2020.
  - الوصيف (4): 2002، 2006، 2008، 2009.
- كأس البوسنة والهرسك الوطني للكرة الطائرة جلوسًا:
  - الفائزون (2): 1999، 2000.
- دوري أبطال الكرة الطائرة جلوساً:
  - الفائزون (7): 2000، 2001، 2002، 2003، 2005، 2006، 2010
  - الوصيف (4): 1998، 1999، 2004، 2007.
  - المركز الثالث (1): 2008.
- بطولة العالم للأندية للكرة الطائرة جلوساً:
  - الوصيف (2): 2003، 2005.
- بطولة سراييفو المفتوحة للكرة الطائرة بوضعية الجلوس:
  - الفائزون (1): 2004.

### أوكي فانتومي
تأسس أوكي فانتومي في عام 1995 في سراييفو.
- بطولة البوسنة والهرسك للكرة الطائرة جلوسًا:
  - الفائزون (5): 1996، 2002، 2006، 2008، 2009
  - الوصيف (8): 1997، 1999، 2000، 2001، 2003، 2005، 2007، 2012.
- كأس البوسنة والهرسك الوطني للكرة الطائرة جلوسًا:
  - الفائزون (1): 2009
- دوري أبطال الكرة الطائرة جلوساً:
  - الفائزون (3): 2004، 2007، 2008.
  - الوصيف (4): 2003، 2005، 2006، 2011.
  - المركز الثالث (1): 2001.
- بطولة سراييفو المفتوحة للكرة الطائرة بوضعية الجلوس:
  - الفائزون (12): 2002، 2003، 2006، 2007، 2008، 2009، 2010، 2011، 2012، 2014، 2015، 2016.
  - الوصيف (3): 2004، 2005، 2013.

#### بطولة سراييفو المفتوحة
يتم تنظيم بطولة سراييفو المفتوحة سنويًا من قبل نادي أوكي فانتومي للكرة الطائرة، وقد تطورت لتصبح بطولة مرموقة للمنتخبات الوطنية والأندية المتميزة وهو حدث تقويمي يحظى بتقييم عالي من قبل المشاركين.
| بطولة سراييفو المفتوحة | مباراة الميدالية الذهبية        | مباراة الميدالية الذهبية | مباراة الميدالية الذهبية  | مباراة الميدالية البرونزية | مباراة الميدالية البرونزية | مباراة الميدالية البرونزية |
| بطولة سراييفو المفتوحة | الذهبية                         | المصدر                   | الفضية                    | البرونزية                  | المصدر                     | المركز الرابع              |
| ---------------------- | ------------------------------- | ------------------------ | ------------------------- | -------------------------- | -------------------------- | -------------------------- |
| 2002                   | أوكي «فانتومي» سراييفو (1)      |                          | إس دي آي هرابري زغرب      | باراس ليوبليانا            |                            | بانيا لوكا                 |
| 2003                   | أوكي «فانتومي» سراييفو (2)      | 3:0                      | بيريمون إس إي             |                            |                            |                            |
| 2004                   | إس دي آي سبيد سراييفو (1 title) | 3:0                      | أوكي «فانتومي» سراييفو    |                            |                            |                            |
| 2005                   | إيران (المنتخب الوطني) (1)      | 3:0                      | أوكي «فانتومي» سراييفو    |                            |                            |                            |
| 2006                   | أوكي «فانتومي» سراييفو (3)      | 3:0                      | مصر (المنتخب الوطني)      |                            |                            |                            |
| 2007                   | أوكي «فانتومي» سراييفو (4)      | 3:2                      | إيه في إس رودنيك          | ألمانيا (المنتخب الوطني)   | 3:1                        | كرواتيا (المنتخب الوطني)   |
| 2008                   | أوكي «فانتومي» سراييفو (5)      | 3:0                      | روسيا (المنتخب الوطني)    | مازاندران                  | 3:1                        | بيريمون إس إي              |
| 2009                   | أوكي «فانتومي» سراييفو (6)      | 3:0                      | ألمانيا (المنتخب الوطني)  | روسيا (المنتخب الوطني)     | 3:0                        | البرازيل (المنتخب الوطني)  |
| 2010                   | أوكي «فانتومي» سراييفو (7)      | 3:1                      | إيران (المنتخب الوطني)    | روسيا (المنتخب الوطني)     | 3:0                        | ألمانيا (المنتخب الوطني)   |
| 2011                   | أوكي «فانتومي» سراييفو (8)      | 3:0                      | روسيا (المنتخب الوطني)    | إس دي آي «هرابري»          | 3:0                        | تي إس في "باير 04 ليفركوزن |
| 2012                   | أوكي «فانتومي» سراييفو (9)      | 3:1                      | روسيا (المنتخب الوطني)    | "تشيليك '07" زينيكا        | 3:2                        | ألمانيا (المنتخب الوطني)   |
| 2013                   | روسيا (المنتخب الوطني) (1)      | 3:1                      | أوكي «فانتومي» سراييفو    | البرازيل (المنتخب الوطني)  | 3:0                        | هولندا (المنتخب الوطني)    |
| 2014                   | أوكي «فانتومي» سراييفو (10)     | 3:0                      | روسيا (المنتخب الوطني)    | البرازيل (المنتخب الوطني)  | 3:1                        | ألمانيا (المنتخب الوطني)   |
| 2015                   | أوكي «فانتومي» سراييفو (11)     | 3:1                      | البرازيل (المنتخب الوطني) | روسيا (المنتخب الوطني)     | 3:0                        | باير                       |
| 2016                   | أوكي «فانتومي» سراييفو (12)     | 3:1                      | روسيا (المنتخب الوطني)    | ألمانيا (المنتخب الوطني)   | 3:0                        | مصر (المنتخب الوطني)       |
| 2017                   | روسيا (المنتخب الوطني) (2)      | 3:1                      | أوكي «فانتومي» سراييفو    | أذربيجان (المنتخب الوطني)  | 3:0                        | أوكي «إيليدجا» سراييفو     |

الصندوق الاستئماني الدولي لإزالة الألغام ومساعدة ضحايا الألغام (ITF) هو أحد رعاة ”فانتومي“ أوكي ”فانتومي“ سراييفو وسراييفو المفتوحة.

## النتائج
1994–1999
| التاريخ        | المسابقة                                   | الجولة              | المكان                   | الفريق 1        | النتيجة                                                         | الفريق 2 |
| -------------- | ------------------------------------------ | ------------------- | ------------------------ | --------------- | --------------------------------------------------------------- | -------- |
| 2 يوليو 1995   | بطولة أوروبا 1995                          | المجموعة            | ليوبليانا، سلوفينيا      | البوسنة والهرسك | 0:3 المجموعة 1: (??:25) المجموعة 2: (??:25) المجموعة 3: (??:25) | ألمانيا  |
| 3 يوليو 1995   | بطولة أوروبا 1995                          | المجموعات           | ليوبليانا، سلوفينيا      | البوسنة والهرسك | 0:3                                                             | هولندا   |
| 11 أبريل 1998  | بطولة العالم 1998                          | المجموعات           | طهران، إيران             | البوسنة والهرسك | 3:0                                                             | غ/م      |
| 1998           | بطولة العالم 1998                          | المجموعات           | طهران، إيران             | البوسنة والهرسك | 3:0                                                             | غ/م      |
| 1998           | بطولة العالم 1998                          | المجموعات           | طهران، إيران             | البوسنة والهرسك | 3:0                                                             | غ/م      |
| 1998           | بطولة العالم 1998                          | المجموعات           | طهران، إيران             | البوسنة والهرسك | 3:0                                                             | غ/م      |
| 1998           | بطولة العالم 1998                          | المجموعات           | طهران، إيران             | البوسنة والهرسك | 3:0                                                             | غ/م      |
| 1998           | بطولة العالم 1998                          | ربع النهائي         | طهران، إيران             | البوسنة والهرسك | 3:0                                                             | غ/م      |
| 1998           | بطولة العالم 1998                          | نصف النهائي         | طهران، إيران             | البوسنة والهرسك | 2:3                                                             | فنلندا   |
| 17 أبريل 1998  | بطولة العالم 1998                          | تحديد المركز الثالث | طهران، إيران             | البوسنة والهرسك | 3:1                                                             | هولندا   |
| 12 سبتمبر 1999 | بطولة أوروبا 1999 إيبسو البوسنة والهرسك 99 | المجموعة ب          | سراييفو، البوسنة والهرسك | البوسنة والهرسك | 3:0                                                             | بولندا   |
| 13 سبتمبر 1999 | بطولة أوروبا 1999                          | المجموعة ب          | سراييفو، البوسنة         | البوسنة والهرسك | 3:0                                                             | روسيا    |
| 14 سبتمبر 1999 | بطولة أوروبا 1999                          | ربع النهائي         | سراييفو، البوسنة         | البوسنة والهرسك | 3:0                                                             | كرواتيا  |
| 15 سبتمبر 1999 | بطولة أوروبا 1999                          | نصف النهائي         | سراييفو، البوسنة         | البوسنة والهرسك | 3:0                                                             | فنلندا   |
| 17 سبتمبر 1999 | بطولة أوروبا 1999                          | ‘‘‘النهائي’’’       | سراييفو، البوسنة         | البوسنة والهرسك | 3:0                                                             | ألمانيا  |

2000–2009
| التاريخ        | المسابقة                                     | الجولة              | المكان             | الفريق 1        | النتيجة                                                                                                 | الفريق 2            |
| -------------- | -------------------------------------------- | ------------------- | ------------------ | --------------- | --- | ------------------- |
| أكتوبر 2000    | دورة الألعاب البارالمبية الصيفية 2000        | المجموعة ب          | سيدني، أستراليا    | مصر             | 3:0 | البوسنة والهرسك     |
| 20 أكتوبر 2000 | دورة الألعاب البارالمبية الصيفية 2000        | المجموعة ب          | سيدني، أستراليا    | فنلندا          | 1:3 | البوسنة والهرسك     |
| أكتوبر 2000    | دورة الألعاب البارالمبية الصيفية 2000        | المجموعة ب          | سيدني، أستراليا    | البوسنة والهرسك | 0:3 | ليبيا               |
| أكتوبر 2000    | دورة الألعاب البارالمبية الصيفية 2000        | المجموعة ب          | سيدني، أستراليا    | البوسنة والهرسك | 3:0 | كوريا الجنوبية      |
| أكتوبر 2000    | دورة الألعاب البارالمبية الصيفية 2000        | المجموعة ب          | سيدني، أستراليا    | أستراليا        | 0:3 | البوسنة والهرسك     |
| أكتوبر 2000    | دورة الألعاب البارالمبية الصيفية 2000        | ربع النهائي         | سيدني، أستراليا    | ألمانيا         | 1:3 | البوسنة والهرسك     |
| أكتوبر 2000    | دورة الألعاب البارالمبية الصيفية 2000        | نصف النهائي         | سيدني، أستراليا    | البوسنة والهرسك | 3:0 | مصر                 |
| 28 أكتوبر 2000 | دورة الألعاب البارالمبية الصيفية 2000        | ‘‘‘النهائي’’’       | سيدني، أستراليا    | إيران           | 3:0 | البوسنة والهرسك     |
| أغسطس 2001     | بطولة أوروبا 2001                            | ‘‘‘النهائي’’’       | ساروسباتاك، المجر  | ألمانيا         | 1:3 | البوسنة والهرسك     |
| 26 سبتمبر 2002 | بطولة العالم 2002                            | المجموعة ب          | القاهرة، مصر       | مصر             | 3:1 | البوسنة والهرسك     |
| أكتوبر 2002    | بطولة العالم 2002                            | المجموعة ب          | القاهرة، مصر       | المغرب          | 0:3 | البوسنة والهرسك     |
| أكتوبر 2002    | بطولة العالم 2002                            | المجموعة ب          | القاهرة، مصر       | البوسنة والهرسك | 3:0 | هولندا              |
| أكتوبر 2002    | بطولة العالم 2002                            | المجموعة ب          | القاهرة، مصر       | البوسنة والهرسك | 3:0 | ألمانيا             |
| أكتوبر 2002    | بطولة العالم 2002                            | ربع النهائي         | القاهرة، مصر       | البوسنة والهرسك | 3:0 | المجر               |
| أكتوبر 2002    | بطولة العالم 2002                            | نصف النهائي         | القاهرة، مصر       | إيران           | 0:3 | البوسنة والهرسك     |
| 4 أكتوبر 2002  | بطولة العالم 2002                            | ‘‘‘النهائي’’’       | القاهرة، مصر       | البوسنة والهرسك | 3:0 | ألمانيا             |
| 28 أغسطس 2003  | بطولة أوروبا 2003                            | المجموعات           | لابينرنتا، فنلندا  | البوسنة والهرسك | 3:0 | المجر               |
| 28 أغسطس 2003  | بطولة أوروبا 2003                            | المجموعات           | لابينرانتا، فنلندا | فنلندا          | 1:3 المجموعة 1: (26:24) المجموعة 2: (13:25) المجموعة 3: (20:25) المجموعة 4: (18:25)                     | البوسنة والهرسك     |
| 28 أغسطس 2003  | بطولة أوروبا 2003                            | ربع النهائي         | لابينرانتا، فنلندا | لاتفيا          | 0:3 المجموعة 1: (8:25) المجموعة 2: (12:25) المجموعة 3: (12:25)                                          | البوسنة والهرسك     |
| 29 أغسطس 2003  | بطولة أوروبا 2003                            | نصف النهائي         | لابينرانتا، فنلندا | روسيا           | 0:3 | البوسنة والهرسك     |
| 30 أغسطس 2003  | بطولة أوروبا 2003                            | ‘‘‘النهائي’’’       | لابينرانتا، فنلندا | البوسنة والهرسك | 3:0 المجموعة 1: (25:21) المجموعة 2: (25:18) المجموعة 3: (25:12)                                         | ألمانيا             |
| 21 سبتمبر 2004 | دورة الألعاب البارالمبية الصيفية 2004        | المجموعة ب          | أثينا، اليونان     | اليونان         | 0:3 | البوسنة والهرسك     |
| 22 سبتمبر 2004 | دورة الألعاب البارالمبية الصيفية 2004        | المجموعة ب          | أثينا، اليونان     | البوسنة والهرسك | 3:0 | مصر                 |
| 23 سبتمبر 2004 | دورة الألعاب البارالمبية الصيفية 2004        | المجموعة ب          | أثينا، اليونان     | البوسنة والهرسك | 3:0 | الولايات المتحدة    |
| 24 سبتمبر 2004 | دورة الألعاب البارالمبية الصيفية 2004        | ربع النهائي         | أثينا، اليونان     | Japan           | 0:3 | البوسنة والهرسك     |
| 25 سبتمبر 2004 | دورة الألعاب البارالمبية الصيفية 2004        | نصف النهائي         | أثينا، اليونان     | ألمانيا         | 2:3 | البوسنة والهرسك     |
| 27 سبتمبر 2004 | دورة الألعاب البارالمبية الصيفية 2004        | ‘‘‘النهائي’’’       | أثينا، اليونان     | البوسنة والهرسك | 3:2 المجموعة 1: (25:23) المجموعة 2: (20:25) المجموعة 3: (20:25) المجموعة 4: (27:25) المجموعة 5: (15:10) | إيران               |
| 21 يونيو 2005  | بطولة أوروبا 2005                            | المجموعة أ          | ليفركوزن، ألمانيا  | البوسنة والهرسك | 3:0 المجموعة 1: (25:10) المجموعة 2: (25:9) المجموعة 3: (25:14)                                          | بولندا              |
| 22 يونيو 2005  | بطولة أوروبا 2005                            | المجموعة أ          | ليفركوزن، ألمانيا  | البوسنة والهرسك | 3:0 المجموعة 1: (25:13) المجموعة 2: (25:10) المجموعة 3: (25:20)                                         | المجر               |
| 22 يونيو 2005  | بطولة أوروبا 2005                            | المجموعة أ          | ليفركوزن، ألمانيا  | البوسنة والهرسك | 3:0 المجموعة 1: (25:7) المجموعة 2: (25:6) المجموعة 3: (25:7)                                            | اليونان             |
| 23 يونيو 2005  | بطولة أوروبا 2005                            | المجموعة أ          | ليفركوزن، ألمانيا  | البوسنة والهرسك | 3:0 المجموعة 1: (25:6) المجموعة 2: (25:14) المجموعة 3: (25:17)                                          | صربيا والجبل الأسود |
| 23 يونيو 2005  | بطولة أوروبا 2005                            | المجموعة أ          | ليفركوزن، ألمانيا  | البوسنة والهرسك | 3:1 المجموعة 1: (25:16) المجموعة 2: (25:18) المجموعة 3: (29:31) المجموعة 4: (25:17)                     | روسيا               |
| 25 يونيو 2005  | بطولة أوروبا 2005                            | نصف النهائي         | ليفركوزن، ألمانيا  | البوسنة والهرسك | 3:0 المجموعة 1: (25:10) المجموعة 2: (25:6) المجموعة 3: (25:9)                                           | كرواتيا             |
| 27 يونيو 2005  | بطولة أوروبا 2005                            | ‘‘‘النهائي’’’       | ليفركوزن، ألمانيا  | ألمانيا         | 0:3 المجموعة 1: (21:25) المجموعة 2: (14:25) المجموعة 3: (21:25)                                         | البوسنة والهرسك     |
| 18 يونيو 2006  | بطولة العالم 2006                            | المجموعة أ          | رورموند، هولندا    | البرازيل        | 0:3 المجموعة 1: (14:25) المجموعة 2: (5:25) المجموعة 3: (13:25)                                          | البوسنة والهرسك     |
| 19 يونيو 2006  | بطولة العالم 2006                            | المجموعة أ          | رورموند، هولندا    | البوسنة والهرسك | 3:0 المجموعة 1: (25:20) المجموعة 2: (25:18) المجموعة 3: (25:10)                                         | ألمانيا             |
| 19 يونيو 2006  | بطولة العالم 2006                            | المجموعة أ          | رورموند، هولندا    | البوسنة والهرسك | 3:0 المجموعة 1: (25:18) المجموعة 2: (25:20) المجموعة 3: (25:15)                                         | الولايات المتحدة    |
| 21 يونيو 2006  | بطولة العالم 2006                            | المجموعة أ          | رورموند، هولندا    | البوسنة والهرسك | 3:1 | روسيا               |
| 21 يونيو 2006  | بطولة العالم 2006                            | المجموعة أ          | رورموند، هولندا    | البوسنة والهرسك | 3:0 المجموعة 1: (25:17) المجموعة 2: (25:22) المجموعة 3: (25:20)                                         | كرواتيا             |
| 22 يونيو 2006  | بطولة العالم 2006                            | ربع النهائي         | رورموند، هولندا    | هولندا          | 0:3 المجموعة 1: (10:25) المجموعة 2: (14:25) المجموعة 3: (20:25)                                         | البوسنة والهرسك     |
| 23 يونيو 2006  | بطولة العالم 2006                            | نصف النهائي         | رورموند، هولندا    | البوسنة والهرسك | 3:0 المجموعة 1: (25:23) المجموعة 2: (25:19) المجموعة 3: (25:20)                                         | مصر                 |
| 25 يونيو 2006  | بطولة العالم 2006                            | ‘‘‘النهائي’’’       | رورموند، هولندا    | إيران           | 1:3 المجموعة 1: (20:25) المجموعة 2: (25:23) المجموعة 3: (23:25) المجموعة 4: (16:25)                     | البوسنة والهرسك     |
| 23 أغسطس 2007  | Friendly                                     |                     | برلين، ألمانيا     | ألمانيا         | 1:3 | البوسنة والهرسك     |
| 4 سبتمبر 2007  | بطولة أوروبا 2007                            | المجموعات           | نيرغهازا، المجر    | البوسنة والهرسك | 3:0 المجموعة 1: (25:20) المجموعة 2: (25:9) المجموعة 3: (25:23)                                          | كرواتيا             |
| 5 سبتمبر 2007  | بطولة أوروبا 2007                            | المجموعات           | نيرغهازا، المجر    | البوسنة والهرسك | 3:0 المجموعة 1: (25:6) المجموعة 2: (25:15) المجموعة 3: (25:16)                                          | لاتفيا              |
| 5 سبتمبر 2007  | بطولة أوروبا 2007                            | المجموعات           | نيرغهازا، المجر    | البوسنة والهرسك | 3:0 المجموعة 1: (25:4) المجموعة 2: (25:15) المجموعة 3: (25:10)                                          | بريطانيا العظمى     |
| 6 سبتمبر 2007  | بطولة أوروبا 2007                            | المجموعات           | نيرغهازا، المجر    | المجر           | 0:3 المجموعة 1: (8:25) المجموعة 2: (10:25) المجموعة 3: (17:25)                                          | البوسنة والهرسك     |
| 6 سبتمبر 2007  | بطولة أوروبا 2007                            | المجموعات           | نيرغهازا، المجر    | البوسنة والهرسك | 3:0 المجموعة 1: (25:4) المجموعة 2: (25:5) المجموعة 3: (25:6)                                            | اليونان             |
| 7 سبتمبر 2007  | بطولة أوروبا 2007                            | نصف النهائي         | نيرغهازا، المجر    | البوسنة والهرسك | 3:2 المجموعة 1: (17:25) المجموعة 2: (25:18) المجموعة 3: (22:25) المجموعة 4: (25:17) المجموعة 5: (15:12) | ألمانيا             |
| 8 سبتمبر 2007  | بطولة أوروبا 2007                            | ‘‘‘النهائي’’’       | نيرغهازا، المجر    | روسيا           | 2:3 المجموعة 1: (20:25) المجموعة 2: (17:25) المجموعة 3: (25:18) المجموعة 4: (25:21) المجموعة 5: (7:15)  | البوسنة والهرسك     |
| 29 أبريل 2008  | كأس الطائرة البارالمبية العالمية القاري 2008 | تحديد المركز الثالث | الإسماعيلية، مصر   | مصر             | 1:3 المجموعة 1: (18:25) المجموعة 2: (25:21) المجموعة 3: (21:25) المجموعة 4: (23:25)                     | البوسنة والهرسك     |
| 7 سبتمبر 2008  | دورة الألعاب البارالمبية الصيفية 2008        | المجموعة أ          | بكين، الصين        | الصين           | 0:3 المجموعة 1: (14:25) المجموعة 2: (22:25) المجموعة 3: (17:25)                                         | البوسنة والهرسك     |
| سبتمبر 2008    | دورة الألعاب البارالمبية الصيفية 2008        | المجموعة أ          | بكين، الصين        | البوسنة والهرسك | 3:0 المجموعة 1: (25:6) المجموعة 2: (25:14) المجموعة 3: (25:16)                                          | العراق              |
| سبتمبر 2008    | دورة الألعاب البارالمبية الصيفية 2008        | المجموعة أ          | بكين، الصين        | روسيا           | 1:3 المجموعة 1: (21:25) المجموعة 2: (22:25) المجموعة 3: (25:18) المجموعة 4: (16:25)                     | البوسنة والهرسك     |
| سبتمبر 2008    | دورة الألعاب البارالمبية الصيفية 2008        | نصف النهائي         | بكين، الصين        | البوسنة والهرسك | 3:0 المجموعة 1: (25:18) المجموعة 2: (25:21) المجموعة 3: (25:20)                                         | مصر                 |
| 15 سبتمبر 2008 | دورة الألعاب البارالمبية الصيفية 2008        | ‘‘‘النهائي’’’       | بكين، الصين        | إيران           | 3:0 المجموعة 1: (25:22) المجموعة 2: (25:18) المجموعة 3: (25:22)                                         | البوسنة والهرسك     |
| 21 نوفمبر 2009 | بطولة أوروبا 2009                            | المجموعة ب          | إلبلنغ، بولندا     | البوسنة والهرسك | 3:0 المجموعة 1: (25:15) المجموعة 2: (25:23) المجموعة 3: (25:14)                                         | روسيا               |
| 23 نوفمبر 2009 | بطولة أوروبا 2009                            | المجموعة ب          | إلبلنغ، بولندا     | البوسنة والهرسك | 3:0 المجموعة 1: (25:18) المجموعة 2: (25:13) المجموعة 3: (25:11)                                         | هولندا              |
| 23 نوفمبر 2009 | بطولة أوروبا 2009                            | المجموعة ب          | إلبلنغ، بولندا     | البوسنة والهرسك | 3:0 المجموعة 1: (25:8) المجموعة 2: (25:20) المجموعة 3: (25:13)                                          | صربيا               |
| 24 نوفمبر 2009 | بطولة أوروبا 2009                            | المجموعة ب          | إلبلنغ، بولندا     | البوسنة والهرسك | 3:0 المجموعة 1: (25:13) المجموعة 2: (25:8) المجموعة 3: (25:18)                                          | بولندا              |
| 24 نوفمبر 2009 | بطولة أوروبا 2009                            | نصف النهائي         | إلبلنغ، بولندا     | البوسنة والهرسك | 3:0 المجموعة 1: (25:22) المجموعة 2: (25:14) المجموعة 3: (25:14)                                         | ألمانيا             |
| 25 نوفمبر 2009 | بطولة أوروبا 2009                            | ‘‘‘النهائي’’’       | إلبلنغ، بولندا     | البوسنة والهرسك | 3:1 المجموعة 1: (20:25) المجموعة 2: (25:12) المجموعة 3: (25:21) المجموعة 4: (25:18)                     | روسيا               |

2010–الآن
| التاريخ        | المسابقة                                      | الجولة        | المكان                    | الفريق 1         | النتيجة                                                                                                 | الفريق 2         |
| -------------- | --------------------------------------------- | ------------- | ------------------------- | ---------------- | --- | ---------------- |
| 12 يوليو 2010  | بطولة العالم 2010                             | المجموعة أ    | إدموند، الولايات المتحدة  | البوسنة والهرسك  | 3:0 المجموعة 1: (25:8) المجموعة 2: (25:7) المجموعة 3: (25:10)                                           | ليبيا            |
| 13 يوليو 2010  | بطولة العالم 2010                             | المجموعة أ    | إدموند، الولايات المتحدة  | الولايات المتحدة | 0:3 المجموعة 1: (15:25) المجموعة 2: (15:25) المجموعة 3: (10:25)                                         | البوسنة والهرسك  |
| 14 يوليو 2010  | بطولة العالم 2010                             | المجموعة أ    | إدموند، الولايات المتحدة  | البوسنة والهرسك  | 3:0 المجموعة 1: (25:14) المجموعة 2: (25:8) المجموعة 3: (25:18)                                          | كندا             |
| 15 يوليو 2010  | بطولة العالم 2010                             | المجموعة أ    | إدموند، الولايات المتحدة  | البوسنة والهرسك  | 3:0 | الصين            |
| 15 يوليو 2010  | بطولة العالم 2010                             | ربع النهائي   | إدموند، الولايات المتحدة  | البوسنة والهرسك  | 3:0 المجموعة 1: (25:22) المجموعة 2: (25:15) المجموعة 3: (25:23)                                         | البرازيل         |
| 17 يوليو 2010  | بطولة العالم 2010                             | نصف النهائي   | إدموند، الولايات المتحدة  | البوسنة والهرسك  | 3:1 المجموعة 1: (25:16) المجموعة 2: (25:20) المجموعة 3: (22:25) المجموعة 4: (25:18)                     | روسيا            |
| 18 يوليو 2010  | بطولة العالم 2010                             | ‘‘‘النهائي’’’ | إدموند، الولايات المتحدة  | إيران            | 3:2 المجموعة 1: (25:17) المجموعة 2: (25:21) المجموعة 3: (18:25) المجموعة 4: (19:25) المجموعة 5: (15:11) | البوسنة والهرسك  |
| 11 يوليو 2011  | كأس إي سي في دي القاري 2011                   | المجموعة أ    | كيترينج، المملكة المتحدة  | كازاخستان        | 0:3 المجموعة 1: (11:25) المجموعة 2: (8:25) المجموعة 3: (11:25)                                          | البوسنة والهرسك  |
| يوليو 2011     | كأس القارات 2011                              | المجموعة أ    | كيتيرينغ، المملكة المتحدة | البرازيل         | 0:3 المجموعة 1: (11:25) المجموعة 2: (15:25) المجموعة 3: (22:25)                                         | البوسنة والهرسك  |
| يوليو 2011     | كأس القارات 2011                              | المجموعة أ    | كيتيرينغ، المملكة المتحدة | البوسنة والهرسك  | 3:0 المجموعة 1: (25:17) المجموعة 2: (25:9) المجموعة 3: (25:13)                                          | كندا             |
| 13 يوليو 2011  | كأس القارات 2011                              | المجموعة أ    | كيتيرينغ، المملكة المتحدة | بريطانيا العظمى  | 0:3 المجموعة 1: (9:25) المجموعة 2: (6:25) المجموعة 3: (16:25)                                           | البوسنة والهرسك  |
| يوليو 2011     | كأس القارات 2011                              | المجموعة أ    | كيتيرينغ، المملكة المتحدة | البوسنة والهرسك  | ?:? | أوكرانيا         |
| يوليو 2011     | كأس القارات 2011                              | ربع النهائي   | كيتيرينغ، المملكة المتحدة | البوسنة والهرسك  | ?:? | الصين            |
| يوليو 2011     | كأس القارات 2011                              | نصف النهائي   | كيتيرينغ، المملكة المتحدة | البوسنة والهرسك  | 3:0 المجموعة 1: (25:20) المجموعة 2: (25:11) المجموعة 3: (25:23)                                         | البرازيل         |
| 16 يوليو 2011  | كأس القارات 2011                              | ‘‘‘النهائي’’’ | كيتيرينغ، المملكة المتحدة | البوسنة والهرسك  | 3:0 المجموعة 1: (25:11) المجموعة 2: (30:28) المجموعة 3: (25:18)                                         | مصر              |
| 10 أكتوبر 2011 | بطولة أوروبا 2011                             | المجموعة أ    | روتردام، هولندا           | البوسنة والهرسك  | 3:0 المجموعة 1: (25:20) المجموعة 2: (25:11) المجموعة 3: (25:16)                                         | صربيا            |
| أكتوبر 2011    | بطولة أوروبا 2011                             | المجموعة أ    | روتردام، هولندا           | البوسنة والهرسك  | 3:0 المجموعة 1: (25:5) المجموعة 2: (25:14) المجموعة 3: (25:12)                                          | كرواتيا          |
| أكتوبر 2011    | بطولة أوروبا 2011                             | المجموعة أ    | روتردام، هولندا           | البوسنة والهرسك  | 3:0 المجموعة 1: (25:6) المجموعة 2: (25:19) المجموعة 3: (25:11)                                          | لاتفيا           |
| أكتوبر 2011    | بطولة أوروبا 2011                             | المجموعة أ    | روتردام، هولندا           | البوسنة والهرسك  | 3:0 المجموعة 1: (27:25) المجموعة 2: (25:22) المجموعة 3: (25:23)                                         | روسيا            |
| 13 أكتوبر 2011 | بطولة أوروبا 2011                             | ربع النهائي   | روتردام، هولندا           | البوسنة والهرسك  | 3:0 المجموعة 1: (25:13) المجموعة 2: (25:11) المجموعة 3: (25:12)                                         | بولندا           |
| 13 أكتوبر 2011 | بطولة أوروبا 2011                             | نصف النهائي   | روتردام، هولندا           | البوسنة والهرسك  | 3:1 المجموعة 1: (25:20) المجموعة 2: (25:16) المجموعة 3: (26:28) المجموعة 4: (26:24)                     | أوكرانيا         |
| 15 أكتوبر 2011 | بطولة أوروبا 2011                             | ‘‘‘النهائي’’’ | روتردام، هولندا           | البوسنة والهرسك  | 3:1 المجموعة 1: (22:25) المجموعة 2: (25:23) المجموعة 3: (25:10) المجموعة 4: (25:23)                     | روسيا            |
| 30 أغسطس 2012  | دورة الألعاب البارالمبية الصيفية 2012         | المجموعة ب    | لندن، المملكة المتحدة     | البوسنة والهرسك  | 3:0 المجموعة 1: (26:24) المجموعة 2: (25:21) المجموعة 3: (25:17)                                         | الصين            |
| 1 سبتمبر 2012  | دورة الألعاب البارالمبية الصيفية 2012         | المجموعة ب    | لندن، المملكة المتحدة     | البوسنة والهرسك  | 3:0 المجموعة 1: (25:14) المجموعة 2: (25:21) المجموعة 3: (25:19)                                         | البرازيل         |
| 3 سبتمبر 2012  | دورة الألعاب البارالمبية الصيفية 2012         | المجموعة ب    | لندن، المملكة المتحدة     | البوسنة والهرسك  | 3:0 المجموعة 1: (25:7) المجموعة 2: (25:12) المجموعة 3: (25:8)                                           | رواندا           |
| 4 سبتمبر 2012  | دورة الألعاب البارالمبية الصيفية 2012         | المجموعة ب    | لندن، المملكة المتحدة     | البوسنة والهرسك  | 1:3 المجموعة 1: (25:22) المجموعة 2: (18:25) المجموعة 3: (18:25) المجموعة 4: (22:25)                     | إيران            |
| 5 سبتمبر 2012  | دورة الألعاب البارالمبية الصيفية 2012         | ربع النهائي   | لندن، المملكة المتحدة     | البوسنة والهرسك  | 3:0 المجموعة 1: (25:17) المجموعة 2: (25:16) المجموعة 3: (25:22)                                         | مصر              |
| 6 سبتمبر 2012  | دورة الألعاب البارالمبية الصيفية 2012         | نصف النهائي   | لندن، المملكة المتحدة     | البوسنة والهرسك  | 3:0 المجموعة 1: (25:19) المجموعة 2: (25:20) المجموعة 3: (25:14)                                         | ألمانيا          |
| 8 سبتمبر 2012  | دورة الألعاب البارالمبية الصيفية 2012         | ‘‘‘النهائي’’’ | لندن، المملكة المتحدة     | البوسنة والهرسك  | 3:1 المجموعة 1: (19:25) المجموعة 2: (25:21) المجموعة 3: (25:22) المجموعة 4: (25:15)                     | إيران            |
| 16 سبتمبر 2013 | بطولة أوروبا 2013                             | المجموعة أ    | إلبلنغ، بولندا            | البوسنة والهرسك  | 3:0 المجموعة 1: (25:22) المجموعة 2: (25:12) المجموعة 3: (25:8)                                          | كرواتيا          |
| 17 سبتمبر 2013 | بطولة أوروبا 2013                             | المجموعة أ    | إلبلنغ، بولندا            | البوسنة والهرسك  | 3:0 المجموعة 1: (25:9) المجموعة 2: (25:7) المجموعة 3: (25:8)                                            | صربيا            |
| 19 سبتمبر 2013 | بطولة أوروبا 2013                             | ربع النهائي   | إلبلنغ، بولندا            | البوسنة والهرسك  | 3:0 المجموعة 1: (25:23) المجموعة 2: (25:11) المجموعة 3: (25:8)                                          | هولندا           |
| 20 سبتمبر 2013 | بطولة أوروبا 2013                             | نصف النهائي   | إلبلنغ، بولندا            | البوسنة والهرسك  | 3:0 المجموعة 1: (25:11) المجموعة 2: (25:19) المجموعة 3: (25:13)                                         | أوكرانيا         |
| 21 سبتمبر 2013 | بطولة أوروبا 2013                             | ‘‘‘النهائي’’’ | إلبلنغ، بولندا            | البوسنة والهرسك  | 3:0 | روسيا            |
| 15 يونيو 2014  | بطولة العالم 2014                             | المجموعة ج    | إلبلنغ، بولندا            | البوسنة والهرسك  | 3:0 المجموعة 1: (25:10) المجموعة 2: (25:19) المجموعة 3: (25:15)                                         | كازاخستان        |
| 16 يونيو 2014  | بطولة العالم 2014                             | المجموعة ج    | إلبلنغ، بولندا            | البوسنة والهرسك  | 3:0 المجموعة 1: (25:20) المجموعة 2: (25:11) المجموعة 3: (25:13)                                         | البرازيل         |
| 17 يونيو 2014  | بطولة العالم 2014                             | المجموعة ج    | إلبلنغ، بولندا            | البوسنة والهرسك  | 3:0 المجموعة 1: (25:19) المجموعة 2: (25:10) المجموعة 3: (25:26)                                         | كرواتيا          |
| 19 يونيو 2014  | بطولة العالم 2014                             | ربع النهائي   | إلبلنغ، بولندا            | البوسنة والهرسك  | 3:1 المجموعة 1: (25:21) المجموعة 2: (25:21) المجموعة 3: (18:25) المجموعة 4: (25:23)                     | ألمانيا          |
| 20 يونيو 2014  | بطولة العالم 2014                             | نصف النهائي   | إلبلنغ، بولندا            | البوسنة والهرسك  | 3:0 المجموعة 1: (25:11) المجموعة 2: (25:23) المجموعة 3: (25:23)                                         | مصر              |
| 21 يونيو 2014  | بطولة العالم 2014                             | ‘‘‘النهائي’’’ | إلبلنغ، بولندا            | البوسنة والهرسك  | 3:1 المجموعة 1: (25:22) المجموعة 2: (20:25) المجموعة 3: (25:7) المجموعة 4: (28:26)                      | البرازيل         |
| 2 أكتوبر 2015  | بطولة أوروبا 2015                             | المجموعة ب    | فارندورف، ألمانيا         | البوسنة والهرسك  | 3:0 المجموعة 1: (25:17) المجموعة 2: (25:13) المجموعة 3: (25:18)                                         | المجر            |
| 3 أكتوبر 2015  | بطولة أوروبا 2015                             | المجموعة ب    | فارندورف، ألمانيا         | البوسنة والهرسك  | 3:0 المجموعة 1: (25:11) المجموعة 2: (25:15) المجموعة 3: (25:15)                                         | هولندا           |
| 4 أكتوبر 2015  | بطولة أوروبا 2015                             | المجموعة ب    | فارندورف، ألمانيا         | البوسنة والهرسك  | 3:0 المجموعة 1: (25:13) المجموعة 2: (25:19) المجموعة 3: (25:17)                                         | صربيا            |
| 5 أكتوبر 2015  | بطولة أوروبا 2015                             | ربع النهائي   | فارندورف، ألمانيا         | البوسنة والهرسك  | 3:0 المجموعة 1: (25:15) المجموعة 2: (25:16) المجموعة 3: (25:11)                                         | بولندا           |
| 6 أكتوبر 2015  | بطولة أوروبا 2015                             | نصف النهائي   | فارندورف، ألمانيا         | البوسنة والهرسك  | 3:0 المجموعة 1: (25:20) المجموعة 2: (25:12) المجموعة 3: (25:20)                                         | أوكرانيا         |
| 7 أكتوبر 2015  | بطولة أوروبا 2015                             | ‘‘‘النهائي’’’ | فارندورف، ألمانيا         | ألمانيا          | 0:3 المجموعة 1: (22:25) المجموعة 2: (19:25) المجموعة 3: (23:25)                                         | البوسنة والهرسك  |
| 10 سبتمبر 2016 | دورة الألعاب البارالمبية الصيفية 2016         | المجموعة      | ريو دي جانيرو، البرازيل   | البوسنة والهرسك  | 3:0 المجموعة 1: (25:12) المجموعة 2: (25:22) المجموعة 3: (25:20)                                         | أوكرانيا         |
| 12 سبتمبر 2016 | دورة الألعاب البارالمبية الصيفية 2016         | المجموعة      | ريو دي جانيرو، البرازيل   | إيران            | 3:0 المجموعة 1: (25:17) المجموعة 2: (25:22) المجموعة 3: (25:17)                                         | البوسنة والهرسك  |
| 14 سبتمبر 2016 | دورة الألعاب البارالمبية الصيفية 2016         | المجموعة      | ريو دي جانيرو، البرازيل   | البوسنة والهرسك  | 3:0 المجموعة 1: (25:14) المجموعة 2: (25:22) المجموعة 3: (25:19)                                         | الصين            |
| 16 سبتمبر 2016 | دورة الألعاب البارالمبية الصيفية 2016         | نصف النهائي   | ريو دي جانيرو، البرازيل   | مصر              | 0:3 المجموعة 1: (23:25) المجموعة 2: (16:25) المجموعة 3: (20:25)                                         | البوسنة والهرسك  |
| 18 سبتمبر 2016 | دورة الألعاب البارالمبية الصيفية 2016         | ‘‘‘النهائي’’’ | ريو دي جانيرو، البرازيل   | البوسنة والهرسك  | 1:3 المجموعة 1: (21:25) المجموعة 2: (25:21) المجموعة 3: (18:25) المجموعة 4: (15:25)                     | إيران            |
| 6 نوفمبر 2017  | بطولة أوروبا 2017                             | المجموعة ب    | بوريتش، كرواتيا           | البوسنة والهرسك  | 3:0 المجموعة 1: (25:7) المجموعة 2: (25:13) المجموعة 3: (25:5)                                           | جورجيا           |
| 7 نوفمبر 2017  | بطولة أوروبا للكرة الطائرة بوضعية الجلوس 2017 | المجموعة ب    | بوريتش، كرواتيا           | البوسنة والهرسك  | 3:0 المجموعة 1: (25:6) المجموعة 2: (25:13) المجموعة 3: (25:13)                                          | المجر            |
| 8 نوفمبر 2017  | بطولة أوروبا للكرة الطائرة بوضعية الجلوس 2017 | المجموعة ب    | بوريتش، كرواتيا           | صربيا            | 0:3 المجموعة 1: (10:25) المجموعة 2: (14:25) المجموعة 3: (14:25)                                         | البوسنة والهرسك  |
| 9 نوفمبر 2017  | بطولة أوروبا للكرة الطائرة بوضعية الجلوس 2017 | ربع النهائي   | بوريتش، كرواتيا           | البوسنة والهرسك  | 3:0 المجموعة 1: (25:14) المجموعة 2: (25:19) المجموعة 3: (26:24)                                         | ألمانيا          |
| 10 نوفمبر 2017 | بطولة أوروبا للكرة الطائرة بوضعية الجلوس 2017 | نصف النهائي   | بوريتش، كرواتيا           | البوسنة والهرسك  | 2:3 المجموعة 1: (18:25) المجموعة 2: (25:18) المجموعة 3: (19:25) المجموعة 4: (25:20) المجموعة 5: (12:15) | روسيا            |
| 9 نوفمبر 2017  | بطولة أوروبا للكرة الطائرة بوضعية الجلوس 2017 | المركز الثالث | بوريتش، كرواتيا           | كرواتيا          | 0:3 المجموعة 1: (21:25) المجموعة 2: (16:25) المجموعة 3: (18:25)                                         | البوسنة والهرسك  |
| 19 أبريل 2018  | بطولة العالم للرجال سوبر 6 لعام 2018          | المباراة 1    | تبريز، إيران              | البوسنة والهرسك  | 3:0 المجموعة 1: (25:12) المجموعة 2: (25:16) المجموعة 3: (25:23)                                         | الولايات المتحدة |
| 20 أبريل 2018  | بطولة العالم للرجال سوبر 6 لعام 2018          | المباراة 2    | تبريز، إيران              | إيران            | 3:2 المجموعة 1: (22:25) المجموعة 2: (25:17) المجموعة 3: (25:19) المجموعة 4: (22:25) المجموعة 5: (15:13) | البوسنة والهرسك  |
| 21 أبريل 2018  | بطولة العالم للرجال سوبر 6 لعام 2018          | المباراة 3    | تبريز، إيران              | البوسنة والهرسك  | 1:3 المجموعة 1: (24:26) المجموعة 2: (25:11) المجموعة 3: (23:25) المجموعة 4: (21:25)                     | روسيا            |
| 22 أبريل 2018  | بطولة العالم للرجال سوبر 6 لعام 2018          | المباراة 4    | تبريز، إيران              | البوسنة والهرسك  | 3:0 المجموعة 1: (25:23) المجموعة 2: (25:19) المجموعة 3: (25:22)                                         | أوكرانيا         |
| 23 أبريل 2018  | بطولة العالم للرجال سوبر 6 لعام 2018          | المباراة 5    | تبريز، إيران              | البوسنة والهرسك  | 3:0 المجموعة 1: (25:18) المجموعة 2: (25:22) المجموعة 3: (25:19)                                         | (ألمانيا)        |
| 24 أبريل 2018  | بطولة العالم للرجال سوبر 6 لعام 2018          | المركز الثالث | تبريز، إيران              | البوسنة والهرسك  | 3:0 المجموعة 1: (25:21) المجموعة 2: (25:18) المجموعة 3: (25:20)                                         | أوكرانيا         |

المفاتيح
| فاز | خسر |

## الإحصائيات

### الأكثر ظهورًا – قائمة كل الأوقات
تم تصنيفها حسب تاريخ الميلاد لأنه من الصعب معرفة عدد الظهورات بدقة. أكثر اللاعبين مشاركةً خلال مسيرتهم الكروية مع البوسنة والهرسك. إحصائيات يوغوسلافيا السابقة، إن وجدت، غير مشمولة.
| #  | الاسم               | العمر          | المسيرة   |
| -- | ------------------- | -------------- | --------- |
| 1  | شيفكو نوهانوفيتش    | 17 سبتمبر 1958 | 1994–2000 |
| 2  | ميرزا هرستيموفيتش   | 1 أكتوبر 1959  | 1994–1999 |
| 3  | نيفزيت عليتش        | 5 يناير 1961   | 1999–2002 |
| 4  | دجيفاد حمزيتش       | 4 سبتمبر 1968  | 1994–الآن |
| 5  | ايجوب محمدوفيتش     | 18 أكتوبر 1968 | 1999 – ؟  |
| 6  | عاصم ميديتش         | 3 أغسطس 1969   | 1997–الآن |
| 7  | نجاد سالكيتش        | 26 أكتوبر 1969 | 1997 – ؟  |
| 8  | زكريت مهميتش        | 4 يناير 1971   | 1995 – ؟  |
| 9  | صباح الدين ديلاليتش | 17 أغسطس 1972  | 1994–الآن |
| 10 | إساد دورميسيفيتش    | 22 يناير 1972  | 2001 – ؟  |
| 11 | فكرت تشوسيفيتش      | 13 مايو 1973   | 1995 – ؟  |
| 12 | عصمت جودينجاك       | 17 مارس 1973   | 1994–الآن |
| 13 | هيداجيت يوسوفوفيتش  | 9 ديسمبر 1973  | ؟ – ؟     |
| 14 | أسد أوميروفيتش      | 8 أكتوبر 1974  | ؟ – ؟     |
| 15 | نظام شانكار         | 17 سبتمبر 1975 | 1994–الآن |
| 16 | عدنان منكو          | 16 يناير 1977  | 1994–الآن |
| 17 | إرمين يوسوفوفيتش    | 31 مايو 1981   | 2001–الآن |
| 18 | سلامة عليباشيتش     | 21 ديسمبر 1982 | 2002–الآن |
| 19 | ميرزيت دوران        | 13 أكتوبر 1986 | 2007–الآن |
| 20 | عدنان كشمر          | 11 أكتوبر 1986 | 2011–؟    |
| 21 | بركيتش ياسمين       | 24 مارس 1991   | 2017–؟    |
| 22 | ارمين شيهيتش        | 11 أبريل 1994  | 2013–الآن |

### الحائزون على عدة ميداليات ذهبية في الألعاب البارالمبية
هذه قائمة بأسماء اللاعبين البوسنيين الحائزين على عدة ميداليات ذهبية في الكرة الطائرة جلوس في الألعاب البارالمبية، والذين فازوا بميداليتين ذهبيتين أو أكثر (مرتبة حسب الميدالية الذهبية).
| الرياضي             | الرياضة                     | الميدالية الذهبية في الألعاب البارالمبية | الذهبية | بارا فضي         | الفضية | بارا برونز | البرونزية | المجموع |
| ------------------- | --------------------------- | ---------------------------------------- | ------- | ---------------- | ------ | ---------- | --------- | ------- |
| عدنان مانكو         | الكرة الطائرة بوضعية الجلوس | 2004، 2012                               | 2       | 2000، 2008، 2016 | 3      | 2021       | 1         | 6       |
| عاصم ميديتش         | الكرة الطائرة بوضعية الجلوس | 2004، 2012                               | 2       | 2000، 2008، 2016 | 3      | 2021       | 0         | 5       |
| جيفاد هامزيتش       | الكرة الطائرة بوضعية الجلوس | 2004، 2012                               | 2       | 2000، 2008، 2016 | 3      | 2021       | 1         | 6       |
| عصمت جودينجاك       | الكرة الطائرة بوضعية الجلوس | 2004، 2012                               | 2       | 2000، 2008، 2016 | 3      | 2021       | 1         | 6       |
| صباح الدين ديلاليتش | الكرة الطائرة بوضعية الجلوس | 2004، 2012                               | 2       | 2000، 2008، 2016 | 3      | 2021       | 1         | 6       |
| إرمين جوسوفوفيتش    | الكرة الطائرة بوضعية الجلوس | 2004، 2012                               | 2       | 2008، 2016       | 2      | 2021       | 1         | 5       |
| سافيت عليباشيتش     | الكرة الطائرة بوضعية الجلوس | 2004، 2012                               | 2       | 2008، 2016       | 2      | 2021       | 1         | 5       |

### أكبر انتصارات البوسنة
تم ترتيب الجدول حسب النقاط المستقبلة (التي سجلت ضد البوسنة والهرسك) في الفوز بمجموعات متتالية (الأقل إلى الأكثر).
| #   | الخصم            | النتيجة                   | النقاط  | المسابقة                              |
| --- | ---------------- | ------------------------- | ------- | ------------------------------------- |
| 1.  | اليونان          | 3:0 (25:4, 25:5, 25:6)    | 15 نقطة | الكرة الطائرة بوضعية الجلوس           |
| 2.  | اليونان          | 3:0 (25:7, 25:6, 25:7)    | 20 نقطة | بطولة أوروبا 2005                     |
| 3.  | صربيا            | 3:0 (25:9, 25:7, 25:8)    | 24 نقطة | بطولة أوروبا 2013                     |
| =4. | كرواتيا          | 3:0 (25:10, 25:6, 25:9)   | 25 نقطة | بطولة أوروبا 2005                     |
| =4. | ليبيا            | 3:0 (25:8, 25:7, 25:10)   | 25 نقطة | بطولة العالم 2010                     |
| 6.  | رواندا           | 3:0 (25:7, 25:12, 25:8)   | 27 نقطة | دورة الألعاب البارالمبية الصيفية 2012 |
| 7.  | بريطانيا العظمى  | 3:0 (25:4, 25:15, 25:10)  | 29 نقطة | بطولة أوروبا 2007                     |
| =8. | لاتفيا           | 3:0 (25:8, 25:12, 25:12)  | 32 نقطة | بطولة أوروبا 2003                     |
| =8. | البرازيل         | 3:0 (25:14, 25:5, 25:13)  | 32 نقطة | بطولة العالم 2006                     |
| 10. | بولندا           | 3:0 (25:10, 25:9, 25:14)  | 33 نقطة | بطولة أوروبا 2005                     |
| 11. | العراق           | 3:0 (25:6, 25:14, 25:16)  | 36 نقطة | دورة الألعاب البارالمبية الصيفية 2008 |
| 12. | الولايات المتحدة | 3:0 (25:15, 25:15, 25:10) | 40 نقطة | بطولة العالم 2010                     |
| 13. | هولندا           | 3:0 (25:11, 25:15, 25:15) | 41 نقطة | بطولة أوروبا 2015                     |

### أكبر هزائم البوسنة
| #  | الخصم   | النتيجة                   | نقاط له | المسابقة                              |
| -- | ------- | ------------------------- | ------- | ------------------------------------- |
| 1. | كرواتيا | 0:3 (6:15, 8:15, 11:15)   | 25 نقطة | تصفيات بطولة أوروبا 1995              |
| 2. | إيران   | 0:3 (17:25, 22:25, 17:25) | 56 نقطة | دورة الألعاب البارالمبية الصيفية 2016 |

### التصنيف العالمي
اعتبارًا من 28 سبتمبر 2016.

 أفضل تصنيف أوروبي للبوسنة في الكرة الطائرة بوضعية الجلوس كان المركز الأول.
في دورة الألعاب البارالمبية ريو 2016، احتفظت البوسنة بالمركز الأول (التصنيف رقم 1) باعتبارها بطلة الألعاب البارالمبية المدافعة.
| الترتيب | التغيير | البلد           | النقاط | المنطقة          |
| ------- | ------- | --------------- | ------ | ---------------- |
| 1       |         | إيران           | 5215   | آسيا وأوقيانوسيا |
| 2       |         | البرازيل        | 4708   | بان أمريكا       |
| 3       | ▲ 1     | مصر             | 4523   | أفريقيا          |
| 4       | ▼ 1     | البوسنة والهرسك | 4300   | أوروبا           |
| 5       |         | ألمانيا         | 3578   | أوروبا           |

## أبرز المنافسين
يلتقي منتخب البوسنة والهرسك غالبًا في نهائيات البطولات الكبرى المذكورة.

### التنافس بين البوسنة وإيران
أنهى البوسنيون سلسلة الميداليات الذهبية الأربع التي أحرزها الإيرانيون في دورة الألعاب البارالمبية في أثينا 2004، وقد التقى الفريقان في جميع نهائيات الألعاب البارالمبية وبطولات العالم، باستثناء عام 2014، عندما واجه البوسنيون البرازيل.
الكرة الطائرة بوضعية الجلوس ليست الرياضة الرجالية الوحيدة التي واجهت فيها هاتان الدولتان بعضهما البعض في أكبر مرحلة من المنافسة. لعبت البوسنة وفازت على إيران في كل من كأس العالم لكرة القدم 2014 وبطولة العالم لكرة اليد 2015.
| المرحلة      | البطولة                               | الخصم   | النتيجة        | التفاصيل                                                                                       |
| ------------ | ------------------------------------- | ------- | -------------- | ---------------------------------------------------------------------------------------------- |
| النهائي      | دورة الألعاب البارالمبية الصيفية 2000 | إيران   | 0:3            |                                                                                                |
| نصف النهائي  | بطولة العالم 2002                     | إيران   | 3:0            |                                                                                                |
| النهائي      | دورة الألعاب البارالمبية الصيفية 2004 | إيران   | 3:2            | المجموعة 1: (25:23) المجموعة 2: (20:25) المجموعة 3: (20:25) المجموعة 4: (27:25) Set 5: (15:10) |
| النهائي      | بطولة العالم 2006                     | إيران   | 3:1            | المجموعة 1: (25:20) المجموعة 2: (23:25) المجموعة 3: (25:23) المجموعة 4: (25:16)                |
| النهائي      | دورة الألعاب البارالمبية الصيفية 2008 | إيران   | 0:3            | المجموعة 1: (22:25) المجموعة 2: (18:25) المجموعة 3: (22:25)                                    |
| النهائي      | بطولة العالم 2010                     | إيران   | 2:3            | المجموعة 1: (17:25) المجموعة 2: (21:25) المجموعة 3: (25:18) المجموعة 4: (25:19) Set 5: (11:15) |
| المجموعة     | دورة الألعاب البارالمبية الصيفية 2012 | إيران   | 1:3            | المجموعة 1: (25:22) المجموعة 2: (18:25) المجموعة 3: (18:25) المجموعة 4: (22:25)                |
| النهائي      | دورة الألعاب البارالمبية الصيفية 2012 | إيران   | 3:1            | المجموعة 1: (19:25) المجموعة 2: (25:21) المجموعة 3: (25:22) المجموعة 4: (25:15)                |
| المجموعة     | دورة الألعاب البارالمبية الصيفية 2016 | إيران   | 0:3            | المجموعة 1: (17:25) المجموعة 2: (22:25) المجموعة 3: (17:25)                                    |
| النهائي      | دورة الألعاب البارالمبية الصيفية 2016 | إيران   | 1:3            | المجموعة 1: (21:25) المجموعة 2: (25:21) المجموعة 3: (18:25) المجموعة 4: (15:25)                |
| النهائي      | دورة الألعاب البارالمبية الصيفية 2024 | إيران   | 1:3            | المجموعة 1: (25:22) المجموعة 2: (28:30) المجموعة 3: (16:25) المجموعة 4: (14:25)                |
| إجمالي السجل |                                       |         |                |                                                                                                |
| –            | 9 بطولات                              | لعب: 11 | فاز: 4؛ خسر: 7 | المجموعات التي فازت بها البوسنة: 17 المجموعات التي فازت بها إيران: 25                          |

### المنافسة بين البوسنة وألمانيا
منذ تشكيل الفريق، كانت البوسنة خصمًا لألمانيا في بطولة أوروبا للكرة الطائرة بوضعية الجلوس، حيث التقت الفرق في كل بطولة رئيسية تقريبًا في المراحل الأخيرة من النهائيات.
| المرحلة      | البطولة                                  | الخصم   | النتيجة         | التفاصيل                                                                                       |
| ------------ | ---------------------------------------- | ------- | --------------- | ---------------------------------------------------------------------------------------------- |
| المجموعات    | بطولة أوروبا 1995                        | ألمانيا | 0:3             |                                                                                                |
| النهائي      | بطولة أوروبا 1999                        | ألمانيا | 3:0             |                                                                                                |
| ربع النهائي  | دورة الألعاب البارالمبية الصيفية 2000    | ألمانيا | 3:1             |                                                                                                |
| النهائي      | بطولة أوروبا 2001                        | ألمانيا | 3:1             |                                                                                                |
| المجموعات    | بطولة العالم 2002                        | ألمانيا | 3:0             |                                                                                                |
| النهائي      | بطولة العالم 2002                        | ألمانيا | 3:0             |                                                                                                |
| النهائي      | بطولة أوروبا 2003                        | ألمانيا | 3:0             | المجموعة 1: (25:21) المجموعة 2: (25:18) المجموعة 3: (25:12)                                    |
| نصف النهائي  | دورة الألعاب البارالمبية الصيفية 2004    | ألمانيا | 3:2             |                                                                                                |
| النهائي      | بطولة أوروبا 2005                        | ألمانيا | 3:0             | المجموعة 1: (25:21) المجموعة 2: (25:14) المجموعة 3: (25:21)                                    |
| المجموعات    | بطولة العالم 2006                        | ألمانيا | 3:0             | المجموعة 1: (25:20) المجموعة 2: (25:18) المجموعة 3: (25:10)                                    |
| دولي         | مباراة ودية عام 2007 (في برلين، ألمانيا) | ألمانيا | 3:1             |                                                                                                |
| نصف النهائي  | بطولة أوروبا 2007                        | ألمانيا | 3:2             | المجموعة 1: (17:25) المجموعة 2: (25:18) المجموعة 3: (22:25) المجموعة 4: (25:17) Set 5: (15:12) |
| نصف النهائي  | بطولة أوروبا 2009                        | ألمانيا | 3:0             | المجموعة 1: (25:22) المجموعة 2: (25:14) المجموعة 3: (25:14)                                    |
| نصف النهائي  | دورة الألعاب البارالمبية الصيفية 2012    | ألمانيا | 3:0             | المجموعة 1: (25:19) المجموعة 2: (25:20) المجموعة 3: (25:14)                                    |
| ربع النهائي  | بطولة العالم 2014                        | ألمانيا | 3:1             | المجموعة 1: (25:21) المجموعة 2: (25:21) المجموعة 3: (18:25) المجموعة 4: (25:23)                |
| النهائي      | بطولة أوروبا 2015                        | ألمانيا | 3:0             | المجموعة 1: (25:22) المجموعة 2: (25:19) المجموعة 3: (25:23)                                    |
| ربع النهائي  | بطولة أوروبا 2017                        | ألمانيا | 3:0             | المجموعة 1: (25:14) المجموعة 2: (25:19) المجموعة 3: (26:24)                                    |
| نصف النهائي  | دورة الألعاب البارالمبية الصيفية 2024    | ألمانيا | 3:0             | المجموعة 1: (25:23) المجموعة 2: (25:6) المجموعة 3: (31:29)                                     |
| إجمالي السجل |                                          |         |                 |                                                                                                |
| –            | 16 بطولة                                 | لعب: 18 | فاز: 17؛ خسر: 1 | Won Sets by Bosnia: 48 Won Sets by Germany: 11                                                 |

### التنافس بين البوسنة وروسيا
منذ تشكيل الفريق، كانت البوسنة خصمًا لروسيا خلال بطولة أوروبا للكرة الطائرة بوضعية الجلوس، حيث التقى الفريقان عدة مرات في نهائيات البطولات الكبرى.
| المرحلة      | البطولة                               | الخصم   | النتيجة         | التفاصيل                                                                                       |
| ------------ | ------------------------------------- | ------- | --------------- | ---------------------------------------------------------------------------------------------- |
| المجموعات    | بطولة أوروبا 1999                     | روسيا   | 3:0             |                                                                                                |
| نصف النهائي  | بطولة أوروبا 2003                     | روسيا   | 3:0             |                                                                                                |
| المجموعات    | بطولة أوروبا 2005                     | روسيا   | 3:1             | المجموعة 1: (25:16) المجموعة 2: (25:18) المجموعة 3: (29:31) المجموعة 4: (25:17)                |
| المجموعات    | بطولة العالم 2006                     | روسيا   | 3:1             |                                                                                                |
| النهائي      | بطولة أوروبا 2007                     | روسيا   | 3:2             | المجموعة 1: (25:20) المجموعة 2: (25:17) المجموعة 3: (18:25) المجموعة 4: (21:25) Set 5: (15:7)  |
| المجموعات    | دورة الألعاب البارالمبية الصيفية 2008 | روسيا   | 3:1             | المجموعة 1: (25:21) المجموعة 2: (25:22) المجموعة 3: (18:25) المجموعة 4: (25:16)                |
| المجموعات    | بطولة أوروبا 2009                     | روسيا   | 3:0             | المجموعة 1: (25:15) المجموعة 2: (25:23) المجموعة 3: (25:14)                                    |
| النهائي      | بطولة أوروبا 2009                     | روسيا   | 3:1             | المجموعة 1: (20:25) المجموعة 2: (25:12) المجموعة 3: (25:21) المجموعة 4: (25:18)                |
| نصف النهائي  | بطولة العالم 2010                     | روسيا   | 3:1             | المجموعة 1: (25:16) المجموعة 2: (25:20) المجموعة 3: (22:25) المجموعة 4: (25:18)                |
| المجموعات    | بطولة أوروبا 2011                     | روسيا   | 3:1             | المجموعة 1: (27:25) المجموعة 2: (25:22) المجموعة 3: (25:23)                                    |
| النهائي      | بطولة أوروبا 2011                     | روسيا   | 3:1             | المجموعة 1: (22:25) المجموعة 2: (25:23) المجموعة 3: (25:10) المجموعة 4: (25:23)                |
| النهائي      | بطولة أوروبا 2013                     | روسيا   | 3:0             |                                                                                                |
| نصف النهائي  | بطولة أوروبا 2017                     | روسيا   | 2:3             | المجموعة 1: (18:25) المجموعة 2: (25:18) المجموعة 3: (19:25) المجموعة 4: (25:20) Set 5: (12:15) |
| إجمالي السجل |                                       |         |                 |                                                                                                |
| –            | 11 بطولة                              | لعب: 13 | فاز: 12؛ خسر: 1 | المجموعات التي فازت بها البوسنة: 36 المجموعات التي فازت بها روسيا: 9                           |

## الرياضة في الثقافة الشعبية
- لعب وست هام يونايتد والمدير الفني الكرواتي السابق لكرة القدم سلافين بيليتش الكرة الطائرة بوضعية الجلوس خلال اليوم البارالمبي الدولي في سبليت في 8 سبتمبر 2011.[88][89]
- التقى سيرجي بارباريز بفريق أوكي فانتومي خلال بطولة الكرة الطائرة الودية بوضعية الجلوس كأس سيمنز 2006 في هامبورغ. فاز فريق فانتومي على ألمانيا في النهائي بنتيجة 2–0.[90]

## ببليوغرافيا
- Ng، Kwok (2012). When Sitting is Not Resting: Sitting Volleyball. Author House. ISBN:978-1-4772-1791-7.
- Geoffery Z. Kohe، Derek M. Peters (2016). High Performance Disability Sport Coaching. Routledge. ISBN:978-1-317-50715-4. مؤرشف من الأصل في 2023-07-27.

## وصلات خارجية
- SSOBiH.org – Official website